# Prelat de onoare al Sanctității Sale

Stema generică a unui prelat domestic în conformitate cu Regulamentul tehnic heraldic nr. 652 din 7 iunie 1943

Prelat de onoare al Sanctității Sale (în latină Praelatus Honorarius Sanctitatis Suae) este un titlu onorific, care poate fi acordat unui preot catolic de către Papă. În general, el este atribuit la solicitarea episcopului unei dieceze pentru preoții considerați merituoși, dar foarte rar în comparație cu titlul onorific de capelan al Sanctității Sale.

## Acordarea titlului
Înainte de scrisoarea în formă motu proprio Pontificalis Domus din 28 martie 1968, prelații de onoare erau numiți prelați domestici (în latină Praelatus Domesticus Antistites Urbani), un titlu care era acordat împreună cu anumite funcții, cum ar fi cea de arhiepiscop sau episcop asistent la Tronul Pontifical sau de membru al Prelaturii Romane, și care era păstrat de arhiepiscopi, episcopi și pronotari apostolici după numirea lor în aceste poziții.
„Istruzione sul conferimento di Onorificenze pontificie” promulgat de Secretariatul de Stat al Vaticanului la 13 mai 2001 prevede că titlul poate fi acordat preoților din clerul secular, clerului din serviciul diplomatic al Sfântului Scaun și funcționarilor din Curia Romană care au cel puțin 45 de ani și 15 ani de preoție. De obicei, trebuie să se respecte ordinea, iar candidatul să fi primit anterior titlul de capelan al Sanctității Sale. Între acordarea unui grad și apoi a celuilalt trebuie să treacă cel puțin 10 ani. Pentru fiecare dieceză, numărul total de Monseniori nu trebuie să depășească 10% din numărul membrilor clerului. 
Astăzi, ca și cei cărora li se acordă titlul  în mod individual, în general la cererea episcopilor lor, următorii clerici sunt prelați de onoare ex officio:
- membrii Colegiilor Prelaturilor romane: protonotarii de numero; judecătorii Rotei; clericii Camerei Apostolice;
- judecătorii Rotei din Nunțiatura Apostolică în Spania;
- unii sau toți membrii a opt capitule catedrale sau colegiale din Italia și a unuia din Polonia.[1]

Sunt prelați de onoare durante munere (adică în timp ce dețin acea însărcinare) și canonicii catedralelor din Vercelli, Siena și Pisa.

## Deosebirea față de ceilalți preoți
Lor li se adresează cu formula de Monsenior și au anumite privilegii, precum și niște veșminte ecleziastice distincte de ale celorlalți preoți.
Veșmintele folosite de prelații de onoare ai Sanctității Sale sunt prevăzute în Instrucțiunea  Secretariatului de Stat „Ut sive sollicite” cu privire la veșmintele, titlurile și însemnele cardinalilor, episcopilor și prelaților minori, promulgată la 31 martie 1969 sub semnătura cardinalului Amleto Giovanni Cicognani din cadrul  Secretariatului de Stat al Vaticanului. 
Prelații de onoare ai Sanctității Sale poartă ca veșminte pentru slujbă sutană mov, cu brâu mov cu franjuri și cotă (nu albă sau rochet), fără încrețituri. Ca veșmânt obișnuit poartă o sutană neagră, fără pelerină cu capse, butoni, margini și căptușeală de culoare rubinie, cu brâu mov. Prelații de onoare ai Sanctității Sale nu pot purta ferraiolă violetă. Au fost eliminate din uz mantaua violetă, brâul de mătase cu franjuri, șosetele mov, cataramele de pe pantofi, precum și panglica roșie de pe pălărie.